# 男嫌い (1994年のテレビドラマ)
『男嫌い』（おとこぎらい）は、TBS系列で1994年7月14日から9月22日に『木曜ドラマ』枠で放送されたテレビドラマ。

## 概要
1963年に日本テレビ系列で放送した『男嫌い』を、30年振りにリメイクした作品。
恋愛はするけど結婚には至らず、口をついて出るのは男性の悪口ばかりの四姉妹。四女・秋緒は勝気で男性が寄ってこず、三女・夏美は惚れっぽいが振られてばかり、二女・千春は美人だがプライドが高い。そんな中、長女・冬子だけが34歳にしてめでたく結婚することになるが、父・良徳が残りの三姉妹にむかって、誰か婿養子をとって寺を継いでくれと言い出す。

## キャスト
- 細川秋緒：菊池桃子
細川家四女。フリーライター。
- 細川千春：山咲千里
細川家次女。tosho建設秘書室勤務。
- 細川夏美：松本明子
細川家三女。区役所勤務。
- 福田冬子：久本雅美
細川家長女。職安職員と結婚。
- 林幸太郎：的場浩司
秋緒の幼なじみ。証券マン。
- 北沢一也：岡田浩暉
無職。多額の借金。
- 鮎川健一：大浦龍宇一
区役所の臨時アルバイト。役者志望。
- 鈴木満：ガダルカナル・タカ
tosho建設社員。
- 大石一郎：金田明夫
- 福田良夫：小林すすむ
冬子の夫。職安職員。
- 林田昇：平田満
- 平尾修二：寺脇康文
tosho建設社員で設計の仕事をしている。
第1話で結婚式を挙げるが、花嫁に逃げられ、秋緒たち姉妹から「ドタキャン男」と呼ばれる。
- 細川良徳：伊東四朗
姉妹の父。寺の住職。
- 木下久美子：瀬川瑛子

## 主題歌
- 「SPY」槇原敬之

## スタッフ
- 脚本：吉田紀子
- 制作補：磯山晶、演出補：橋本孝
- プロデュース：八木康夫、横井直行
- 演出：清弘誠、横井直行、伊佐野英樹

## サブタイトル
| 各話   | 放送日        | サブタイトル | 演出       |
| ------ | ------------- | ------------ | ---------- |
| 第1話  | 1994年7月14日 | 女の道       | 清弘誠     |
| 第2話  | 1994年7月21日 | 美人の悲劇   | 清弘誠     |
| 第3話  | 1994年7月28日 | キッスの嵐   | 横井直行   |
| 第4話  | 1994年8月4日  | 外泊3人娘    | 横井直行   |
| 第5話  | 1994年8月11日 | 噂の真相     | 清弘誠     |
| 第6話  | 1994年8月18日 | 涙の効き目   | 清弘誠     |
| 第7話  | 1994年8月25日 | 最後の一線   | 伊佐野英樹 |
| 第8話  | 1994年9月1日  | 大逆転愛     | 伊佐野英樹 |
| 第9話  | 1994年9月8日  | 揺れる想い   | 横井直行   |
| 第10話 | 1994年9月15日 | 裏切り者!    | 伊佐野英樹 |
| 第11話 | 1994年9月22日 | 大結婚式     | 横井直行   |